# El Estor
El Estor é uma cidade da Guatemala do departamento de Izabal.